# AKB48
AKB48 je japanska pop grupa koju je osnovao 2005. godine poznati japanski tekstopisac i producent Jasuši Akimoto.
AKB48 je dobila ime po Akihabari (ili kraće Akibi), okrugu u Tokiju u kojem se nalazi vlastiti teatar grupe. Grupa drži koncerte u svom kazalištu gotovo svakodnevno.
AKB48 je ušla u Guinnessovu knjigu svjetskih rekorda kao „najveća pop grupa” u svijetu. Trenutno AKB48 se sastoji od 4 sastava: Team A, Team K i Team B po 16 djevojaka u svakom i Team 4 u sastavu od 11 djevojaka, odnosno grupa ima ukupno 59 članica (stanje 2. rujna 2011.).
Iznimno su popularne u Japanu. Devet najnovijih singlova grupe su dostigli prvo mjesto Orikonove tjedne ljestvice najprodavanijih singlova.

## Postava

#### Team A
„Tim A” (jap.: ja. チームA, Ći:mu E:)
Kapetan: Minami Takahaši
- Misaki Ivasa (jap.: ja. 岩佐 美咲, romađi: Misaki Iwasa, rođena 30. siječnja 1995. u prefekturi Chibi)
- Aika Ota (jap.: ja. 多田 愛佳, romađi: Aika Ōta, rođena 8. prosinca 1994. u prefekturi Saitami)
- Šizuka Oja (jap.: ja. 大家 志津香, romađi: Shizuka Ōya, rođena 28. prosinca 1991. u prefekturi Fukuoki)
- Haruka Katajama (jap.: ja. 片山 陽加, romađi: Haruka Katayama, rođena 10. svibnja 1990. u prefekturi Aichiju)
- Asuka Kuramoći (jap.: ja. 倉持 明日香, romađi: Asuka Kuramochi, rođena 11. rujna 1989. u prefekturi Kanagavi)
- Haruna Kođima (jap.: ja. 小嶋 陽菜, romađi: Haruna Kojima, rođena 19. travnja 1988. u prefekturi Saitami)
- Rino Sašihara (jap.: ja. 指原 莉乃, romađi: Rino Sashihara, rođena 21. studenog 1992. u prefekturi Ōiti)
- Mariko Šinoda (jap.: ja. 篠田 麻里子, romađi: Mariko Shinoda, rođena 11. ožujka 1986. u prefekturi Fukuoki)
- Aki Takađo (jap.: ja. 高城 亜樹, romađi: Aki Takajō, rođena 3. listopada 1991. u Tokiju)
- Minami Takahaši (jap.: ja. 高橋 みなみ, romađi: Minami Takahashi, rođena 8. travnja 1991. u Tokiju)
- Haruka Nakagava (jap.: ja. 仲川 遥香, romađi: Haruka Nakagawa, rođena 10. veljače 1992. u Tokiju)
- Ćisato Nakata (jap.: ja. 中田 ちさと, romađi: Chisato Nakata, rođena 8. listopada 1990. u prefekturi Saitami)
- Sajaka Nakaja (jap.: ja. 仲谷 明香, romađi: Sayaka Nakaya, rođena 15. listopada 1991. u prefekturi Iwati)
- Acuko Maeda (jap.: ja. 前田 敦子, romađi: Atsuko Maeda, rođena 10. srpnja 1991. u prefekturi Chibi)
- Ami Maeda (jap.: ja. 前田 亜美, romađi: Ami Maeda, rođena 1. lipnja 1995. u Tokiju)
- Nacumi Macubara (jap.: ja. 松原 夏海, romađi: Natsumi Matsubara, rođena 19. lipnja 1990. u prefekturi Fukuoki)

#### Team K
„Tim K” (jap.: ja. チームK, Ći:mu Ke:)
Kapetan: Sajaka Akimoto
- Sajaka Akimoto (jap.: ja. 秋元 才加, romađi: Sayaka Akimoto, rođena 26. srpnja 1988. u prefekturi Chibi)
- Tomomi Itano (jap.: ja. 板野 友美, romađi: Tomomi Itano, rođena 3. srpnja 1991. u prefekturi Kanagavi)
- Majumi Ućida (jap.: ja. 内田 眞由美, romađi: Mayumi Uchida, rođena 27. prosinca 1993. u Tokiju)
- Ajaka Umeda (jap.: ja. 梅田 彩佳, romađi: Ayaka Umeda, rođena 3. siječnja 1989. u prefekturi Fukuoki)
- Juko Ošima (jap.: ja. 大島 優子, romađi: Yūko Ōshima, rođena 17. listopada 1988. u prefekturi Tochigi)
- Ajaka Kikući (jap.: ja. 菊地 あやか, romađi: Ayaka Kikuchi, rođena 30. lipnja 1993. u Tokiju)
- Miku Tanabe (jap.: ja. 田名部 生来, romađi: Miku Tanabe, rođena 2. prosinca 1992. u prefekturi Shigi)
- Tomomi Nakacuka (jap.: ja. 中塚 智実, romađi: Tomomi Nakatsuka, rođena 18. lipnja 1993. u prefekturi Saitami)
- Moeno Nito (jap.: ja. 仁藤 萌乃, romađi: Moeno Nitō, rođena 22. srpnja 1992. u Tokiju)
- Misato Nonaka (jap.: ja. 野中 美郷, romađi: Misato Nonaka, rođena 20. travnja 1991. u prefekturi Fukuoki)
- Reina Fuđie (jap.: ja. 藤江 れいな, romađi: Reina Fujie, rođena 1. veljače 1994. u prefekturi Chibi)
- Sakiko Macui (jap.: ja. 松井 咲子, romađi: Sakiko Matsui, rođena 10. prosinca 1990. u prefekturi Saitami)
- Minami Minegiši (jap.: ja. 峯岸 みなみ, romađi: Minami Minegishi, rođena 15. studenog 1992. u Tokiju)
- Sae Mijazava (jap.: ja. 宮澤 佐江, romađi: Sae Miyazawa, rođena 13. kolovoza 1990. u Tokiju)
- Jui Jokojama (jap.: ja. 横山 由依, romađi: Yui Yokoyama, rođena 8. prosinca 1992. u prefekturi Kyotu)
- Rumi Jonezava (jap.: ja. 米沢 瑠美, romađi: Rumi Yonezawa, rođena 6. lipnja 1991. u prefekturi Saitami)

#### Team B
„Tim B” (jap.: ja. チームB)
Kapetan: Juki Kašivagi
- Haruka Išida (jap.: ja. 石田 晴香, romađi: Haruka Ishida, rođena 2. prosinca 1993. u prefekturi Saitami)
- Tomomi Kasai (jap.: ja. 河西 智美, romađi: Tomomi Kasai, rođena 16. studenog 1991. u Tokiju)
- Juki Kašivagi (jap.: ja. 柏木 由紀, romađi: Yuki Kashiwagi, rođena 15. srpnja 1991. u prefekturi Kagoshimi)
- Rie Kitahara (jap.: ja. 北原 里英, romađi: Rie Kitahara, rođena 24.  lipnja 1991. u prefekturi Aichiju)
- Kana Kobajaši (jap.: ja. 小林 香菜, romađi: Kana Kobayashi, rođena 17. svibnja 1991. u prefekturi Saitami)
- Mika Komori (jap.: ja. 小森 美果, romađi: Mika Komori, rođena 19. srpnja 1994. u prefekturi Aichiju)
- Amina Sato (jap.: ja. 佐藤 亜美菜, romađi: Amina Satō, rođena 16. listopada 1990. u Tokiju)
- Sumire Sato (jap.: ja. 佐藤 すみれ, romađi: Sumire Satō, rođena 20. studenog 1993. u prefekturi Saitami)
- Nacuki Sato (jap.: ja. 佐藤 夏希, romađi: Natsuki Satō, rođena 1. srpnja 1990. u Sapporu na otoku Hokkaidu)
- Šihori Suzuki (jap.: ja. 鈴木 紫帆里, romađi: Shihori Suzuki, rođena 17. veljače 1994. u prefekturi Kanagavi)
- Marija Suzuki (jap.: ja. 鈴木 まりや, romađi: Mariya Suzuki, rođena 29. travnja 1991. u prefekturi Saitami)
- Rina Ćikano (jap.: ja. 近野 莉菜, romađi: Rina Chikano, rođena 23. travnja 1993. u Tokiju)
- Nacumi Hirađima (jap.: ja. 平嶋 夏海, romađi: Natsumi Hirajima, rođena 28. svibnja 1992. u Tokiju)
- Juka Masuda (jap.: ja. 増田 有華, romađi: Yuka Masuda, rođena 3. kolovoza 1991. u prefekturi Osaki)
- Miho Mijazaki (jap.: ja. 宮崎 美穂, romađi: Miho Miyazaki, rođena 30. srpnja 1993. u Tokiju)
- Maju Vatanabe (jap.: ja. 渡辺 麻友, romađi: Mayu Watanabe, rođena 26. ožujka 1994. u prefekturi Saitami)

#### Team 4
„Tim 4” (jap.: ja. チーム4, Ći:mu Fo:)
Tim je osnovana 7. lipnja 2011.
- Maria Abe (jap.: ja. 阿部 マリア, romađi: Maria Abe, rođena 29. studenog 1995. u prefekturi Kanagavi)
- Miori Ićikava (jap.: ja. 市川 美織, romađi: Miori Ichikawa, rođena 12. veljače 1994. u prefekturi Saitami)
- Anna Irijama (jap.: ja. 入山 杏奈, romađi: Anna Iriyama, rođena 3. prosinca 1995. u prefekturi Chibi)
- Mina Oba (jap.: ja. 大場 美奈, romađi: Mina Ōba, rođena 3. travnja 1992. u prefekturi Kanagavi)
- Haruka Šimazaki (jap.: ja. 島崎 遥香, romađi: Haruka Shimazaki, rođena 30. ožujka 1994. u prefekturi Saitami)
- Haruka Šimada (jap.: ja. 島田 晴香, romađi: Haruka Shimada, rođena 16. prosinca 1992. u prefekturi Shizuoki)
- Miju Takeući (jap.: ja. 竹内 美宥, romađi: Miyu Takeuchi, rođena 12. siječnja 1996. u Tokiju)
- Marija Nagao (jap.: ja. 永尾 まりや, romađi: Mariya Nagao, rođena 10. ožujka 1994. u prefekturi Kanagavi)
- Šiori Nakamata (jap.: ja. 仲俣 汐里, romađi: Shiori Nakamata, rođena 25. srpnja 1992. u Tokiju)
- Mariko Nakamura (jap.: ja. 中村 麻里子, romađi: Mariko Nakamura, rođena 16. prosinca 1993. u prefekturi Chibi)
- Suzuran Jamaući (jap.: ja. 山内 鈴蘭, romađi: Suzuran Yamauchi, rođena 8. prosinca 1994. u prefekturi Chibi)

## Diskografija

### Singlovi
| Godina | Redni broj | Naziv                                                         | Napomena                                                      | Najviša pozicija            | Najviša pozicija         | Najviša pozicija          | Prodanih primjeraka (Oricon) |
| Godina | Redni broj | Naziv                                                         | Napomena                                                      | Oricon Weekly Singles Chart | Billboard Japan Hot 100* | RIAJ Digital Track Chart* | Prodanih primjeraka (Oricon) |
| ------ | ---------- | ------------------------------------------------------------- | ------------------------------------------------------------- | --------------------------- | ------------------------ | ------------------------- | ---------------------------- |
| 2006.  | 1          | „Sakura no Hanabiratachi” (jap.: ja. 桜の花びらたち)          | samostalni singlovi                                           | 10                          |                          |                           | 46 000                       |
| 2006.  | 2          | „Skirt, Hirari” (jap.: ja. スカート、ひらり)                  | samostalni singlovi                                           | 13                          | 21 000                   |                           |                              |
| 2006.  | 1          | „Aitakatta” (jap.: ja. 会いたかった)                          | debitanski singl; izdala ga je izdavačka kuća DefSTAR Records | 12                          | 32**                     | 51 000                    |                              |
| 2007.  | 2          | „Seifuku ga Jama o Suru” (jap.: ja. 制服が邪魔をする)         |                                                               | 7                           |                          | 22 000                    |                              |
| 2007.  | 3          | „Keibetsu Shiteita Aijō” (jap.: ja. 軽蔑していた愛情)         |                                                               | 8                           | 23 000                   |                           |                              |
| 2007.  | 4          | „BINGO!”                                                      |                                                               | 6                           | 26 000                   |                           |                              |
| 2007.  | 5          | „Boku no Taiyō” (jap.: ja. 僕の太陽)                          |                                                               | 6                           | 29 000                   |                           |                              |
| 2007.  | 6          | „Yūhi o Miteiru ka?” (jap.: ja. 夕陽を見ているか?)            |                                                               | 10                          | 18 000                   |                           |                              |
| 2008.  | 7          | „Romance, Irane” (jap.: ja. ロマンス、イラネ)                 |                                                               | 6                           | 22                       | 23 000                    |                              |
| 2008.  | 8          | „Sakura no Hanabiratachi 2008” (jap.: ja. 桜の花びらたち2008) |                                                               | 10                          | 26                       | 25 000                    |                              |
| 2008.  | 9          | „Baby! Baby! Baby!”                                           | digitalni singl                                               |                             | ×                        |                           |                              |
| 2008.  | 10         | „Ōgoe Diamond” (jap.: ja. 大声ダイヤモンド)                   | prvi singl grupe AKB48 koji je izdan za etiketu King Records  | 3                           | 13                       | 51**                      | 97 000                       |
| 2009.  | 11         | „10nen Zakura” (jap.: ja. 10年桜, Jūnen Zakura)               |                                                               | 3                           | 13                       |                           | 125 000                      |
| 2009.  | 12         | „Namida Surprise!” (jap.: ja. 涙サプライズ!)                  |                                                               | 2                           | 5                        | 28                        | 169 000                      |
| 2009.  | 13         | „Iiwake Maybe” (jap.: ja. 言い訳Maybe)                        |                                                               | 2                           | 2                        | 11                        | 146 000                      |
| 2009.  | 14         | „RIVER”                                                       |                                                               | 1                           | 2                        | 17                        | 261 000                      |
| 2010.  | 15         | „Sakura no Shiori” (jap.: ja. 桜の栞)                         |                                                               | 1                           | 1                        | 15                        | 405 000                      |
| 2010.  | 16         | „Ponytail to Chouchou” (jap.: ja. ポニーテールとシュシュ)     |                                                               | 1                           | 1                        | 4                         | 734 000                      |
| 2010.  | 17         | „Heavy Rotation” (jap.: ja. ヘビーローテーション)             |                                                               | 1                           | 1                        | 1                         | 843 000                      |
| 2010.  | 18         | „Beginner”                                                    |                                                               | 1                           | 1                        | 2                         | 1 036 000                    |
| 2010.  | 19         | „Chance no Junban” (jap.: ja. チャンスの順番)                 |                                                               | 1                           | 1                        | 12                        | 694 000                      |
| 2011.  | 20         | „Sakura no Ki ni Narō” (jap.: ja. 桜の木になろう)             |                                                               | 1                           | 1                        | 3                         | 1 078 000                    |
| 2011.  | —          | „Dareka no Tame ni ~What can I do for someone?~”              | digitalni dobrotvorni singl                                   |                             | 17                       | 2                         |                              |
| 2011.  | 21         | „Everyday, Kachūsha” (jap.: ja. Everyday、カチューシャ)       |                                                               | 1                           | 1                        | 1                         | 1 571 000                    |
| 2011.  | 22         | „Flying Get” (jap.: ja. フライングゲット)                     |                                                               | 1                           | 1                        | 1                         | 1 552 000                    |
| 2011.  | 23         | „Kaze wa Fuiteiru” (jap.: ja. 風は吹いている)                 | bit će izdan 26. listopada 2011.                              |                             |                          |                           |                              |

*' Hit-parada Billboard Japan Hot 100 izlazi od veljače 2008. godine, RIAJ Digital Track Chart izlazi od travnja 2009. godine

** u 2010. godini

### Albumi

#### Studijski albumi
| Godina | Redni broj | Album | Pozicija                   | Prodanih primjeraka (Oricon) | Certifikacija (RIAJ)    |
| Godina | Redni broj | Album | Oricon Weekly Albums Chart | Prodanih primjeraka (Oricon) | Certifikacija (RIAJ)    |
| ------ | ---------- | --- | -------------------------- | ---------------------------- | ----------------------- |
| 2008.  | 1          | Set List ~Greatest Songs 2006–2007~ (jap.: ja. SET LIST～グレイテストソングス 2006-2007～) - Objavljen: 1. studenog 2008. - Ponovno objavljen 14. travnja 2010. godine kao Set List ~Greatest Songs~ Kanzenban - Izdavač: DefSTAR Records (DFCL-1429/30 (Limited), DFCL-1431 (Regular), DFCL-1653 (Kanzen)*) | 29 2*                      | 54 000 160 000*              | platinasta (250 000+)   |
| 2010.  | 2          | Kamikyokutachi (jap.: ja. 神曲たち) - Objavljen: 7. travnja 2010. - Izdavač: King Records (KIZC-65/6 (Regular), NKCD-6512/3 (Theater)) | 1                          | 534 000                      | 2× platinasta           |
| 2011.  | 3          | Koko ni Ita Koto (jap.: ja. ここにいたこと) - Objavljen: 8. lipnja 2011. - Izdavač: King Records (KIZC-90117/8 (Limited), KIZC-117/8 (Regular), NKCD-6546 (Theater)) | 1                          | 803 000+                     | milijunska (1 000 000+) |

* reizdanje iz 2010. pod nazivom Set List ~Greatest Songs~ Kanzenban (jap.: ja. SET LIST～グレイテストソングス～完全盤)

## Filmografija

### Glazbeni video
| Broj  | Singl | Izvođač       | Naziv | Službeni video na YouTube-u |
| Indie | Indie | Indie         | Indie | Indie                       |
| ----- | --- | ------------- | --- | --------------------------- |
| 01    | „Sakura no Hanabiratachi” | AKB48         | „Sakura no Hanabiratachi” |                             |
| 02    | „Skirt, Hirari” | AKB48         | „Skirt, Hirari” |                             |
| Major | |               | |                             |
| 01    | „Aitakatta” | AKB48         | „Aitakatta” |                             |
| 02    | „Seifuku ga Jama o Suru” | AKB48         | „Seifuku ga Jama o Suru” |                             |
| 03    | „Keibetsu Shiteita Aijo” | AKB48         | „Keibetsu Shiteita Aijo” |                             |
| 04    | „Bingo!” | AKB48         | „Bingo!” |                             |
| 05    | „Boku no Taiyō” | AKB48         | „Boku no Taiyō” |                             |
| 06    | „Yūhi o Miteiru ka?” | AKB48         | „Yūhi o Miteiru ka?” |                             |
| 07    | „Romance, Irane” | AKB48         | „Romance, Irane” |                             |
| 08    | „Sakura no Hanabiratachi 2008” | AKB48         | „Sakura no Hanabiratachi 2008” |                             |
| 09    | „Baby! Baby! Baby!” | AKB48         | „Baby! Baby! Baby!” |                             |
| 10    | „Ōgoe Diamond” | AKB48         | „Ōgoe Diamond” | gledaj                      |
| 11    | „10nen Zakura” | AKB48         | „10nen Zakura” | gledaj                      |
| 12    | „Namida Surprise!” | AKB48         | „Namida Surprise!” | gledaj                      |
| 13    | „Iiwake Maybe” | AKB48         | „Iiwake Maybe” | gledaj                      |
| 13    | „Iiwake Maybe” | Under Girls   | „Tobenai Agehachō” | gledaj                      |
| 14    | „RIVER” | AKB48         | „RIVER” | gledaj                      |
| 14    | „RIVER” | Under Girls   | „Kimi no Koto Suki Dakara” | gledaj                      |
| 14    | „RIVER” | Theater Girls | „Hikōkigumo (Theater Girls Ver.)” | gledaj                      |
| 15    | „Sakura no Shiori” | AKB48         | „Sakura no Shiori” | gledaj                      |
| 15    | „Sakura no Shiori” | AKB48         | „Majisuka Rock 'n' Roll” | gledaj                      |
| 15    | „Sakura no Shiori” | Team PB       | „Enkyori Poster” | gledaj                      |
| 15    | „Sakura no Shiori” | Team YJ       | „Choose me!” | gledaj                      |
| 16    | „Ponytail to Chouchou” | AKB48         | „Ponytail to Chouchou” | gledaj                      |
| 16    | „Ponytail to Chouchou” | Under Girls   | „Nusumareta Kuchibiru” | gledaj                      |
| 16    | „Ponytail to Chouchou” | Theater Girls | „Boku no YELL” | gledaj                      |
| 16    | „Ponytail to Chouchou” | AKB48         | „Majijo Teppen Blues” | gledaj                      |
| 17    | „Heavy Rotation” | AKB48         | „Heavy Rotation” | gledaj                      |
| 17    | „Heavy Rotation” | Under Girls   | „Namida no Seesaw Game” | gledaj                      |
| 17    | „Heavy Rotation” | Yasai Sisters | „Yasai Sisters” | gledaj                      |
| 17    | „Heavy Rotation” | AKB48         | „Lucky Seven” | gledaj                      |
| 18    | „Beginner” | AKB48         | „Beginner” | gledaj                      |
| 19    | „Chance no Junban” | AKB48         | „Chance no Junban” | gledaj                      |
| 20    | „Sakura no Ki ni Narō” | AKB48         | „Sakura no Ki ni Narō” | gledaj                      |
| 21    | „Everyday, Katyusha” | AKB48         | „Everyday, Katyusha” | gledaj                      |
| 21    | „Everyday, Katyusha” | AKB48         | „Kore kara Wonderland” | gledaj pregled              |
| 22    | „Flying Get” | AKB48         | „Flying Get” | gledaj pregled              |
| 22    | „Flying Get” | AKB48         | „Flying Get” (Dancing Version) | gledaj                      |
| 22    | „Flying Get” | Under Girls   | „Dakishimecha Ikenai” | gledaj pregled              |
| 23    | „Kaze wa Fuiteiru” | AKB48         | „Kaze wa Fuiteiru” |                             |
| 23    | „Kaze wa Fuiteiru” | AKB48         | „Kaze wa Fuiteiru” (DANCE! DANCE! DANCE! ver.) | gledaj                      |
| 23    | „Kaze wa Fuiteiru” | Under Girls   | „Kimi no Senaka” | gledaj pregled              |
| 24    | „Ue kara Mariko” | AKB48         | „Ue kara Mariko” | gledaj                      |
| 24    | „Ue kara Mariko” | AKB48         | „Noël no Yoru” | gledaj pregled              |
| 25    | „GIVE ME FIVE!” | AKB48         | „GIVE ME FIVE!” | gledaj                      |
| 25    | „GIVE ME FIVE!” | Selection 6   | „Sweet & Bitter” | gledaj pregled              |
| 26    | „Manatsu no Sounds Good!” | AKB48         | „Manatsu no Sounds Good!” (Dance Ver.) | gledaj                      |
| 26    | „Manatsu no Sounds Good!” | AKB48         | „Gugutasu no Sora” | gledaj pregled              |
| 27    | „Gingham Check” | AKB48         | „Gingham Check” | gledaj                      |
| 27    | „Gingham Check” | AKB48         | „Yume no Kawa” | gledaj pregled              |
| 27    | „Gingham Check” | Under Girls   | „Nante Bohemian” | gledaj pregled              |
| 28    | „Uza” | AKB48         | „Uza” | gledaj pregled              |
| 28    | „Uza” | Under Girls   | „Tsugi no Season” | gledaj pregled              |
| 28    | „Uza” | New Team A    | „Kodoku no Hoshizora” |                             |
| 28    | „Uza” | New Team K    | „Scrap & Build” |                             |
| 28    | „Uza” | New Team B    | „Seigi no Mikata ja Nai Hero” |                             |
| 29    | „Eien Pressure” | AKB48         | „Eien Pressure” | gledaj                      |
| 29    | „Eien Pressure” | AKB48         | „Totteoki Christmas” | gledaj pregled              |
| 29    | „Eien Pressure” | SKE48         | „Tsuyogari Tokei” |                             |
| 29    | „Eien Pressure” | AKB48         | „Team B Oshi” |                             |
| 29    | „Eien Pressure” | NMB48         | „Ha!” | gledaj pregled              |
| 29    | „Eien Pressure” | HKT48         | „Hatsukoi Butterfly” |                             |
| 29    | „Eien Pressure” | OKL48         | „Eien Yori Tsuzuku Yō ni” |                             |
| 30    | „So Long!” | AKB48         | „So Long!” | gledaj                      |
| 30    | „So Long!” | Under Girls   | „Waiting Room” | gledaj pregled              |
| 30    | „So Long!” | Team A        | „Ruby” |                             |
| 30    | „So Long!” | Team K        | „Yuuhi Marie” |                             |
| 30    | „So Long!” | Team B        | „Sokode Inu no Unchi Funjyaukane?” |                             |
| 30    | „So Long!” | AKB48         | „Sugar Rush” |                             |
| 31    | „Sayonara Crawl” | AKB48         | „Sayonara Crawl” | gledaj                      |
| 31    | „Sayonara Crawl” | Under Girls   | „Bara no Kajitsu” | gledaj pregled              |
| 31    | „Sayonara Crawl” | Team A        | „Ikiru Koto” |                             |
| 31    | „Sayonara Crawl” | Team K        | „How Come?” |                             |
| 31    | „Sayonara Crawl” | Team B        | „Romance Kenjū” |                             |
| 31    | „Sayonara Crawl” | BKA48         | „Hasute to Wasute” |                             |
| 32    | „Koi Suru Fortune Cookie” | AKB48         | „Koi Suru Fortune Cookie” | gledaj                      |
| 32    | „Koi Suru Fortune Cookie” | Under Girls   | „Ai no Imi wo Kangaete Mita” | gledaj pregled              |
| 33    | „Heart Electric” | AKB48         | „Heart Electric” | gledaj                      |
| 33    | „Heart Electric” | Under Girls   | „Kaisoku to Doutai Shiryoku” | gledaj pregled              |
| 34    | „Suzukake no ki no michi de "kimi no hohoemi wo yume no miru" to itte shimattara bokutachi no kankei ha dō kawatte shimau n oka, bokunara ni nannichi ka kangaeta ue de no yaya kihazukashii ketsuron no yō na mono” | AKB48         | „Suzukake no ki no michi de "kimi no hohoemi wo yume no miru" to itte shimattara bokutachi no kankei ha dō kawatte shimau n oka, bokunara ni nannichi ka kangaeta ue de no yaya kihazukashii ketsuron no yō na mono” | gledaj                      |
| 34    | „Suzukake no ki no michi de "kimi no hohoemi wo yume no miru" to itte shimattara bokutachi no kankei ha dō kawatte shimau n oka, bokunara ni nannichi ka kangaeta ue de no yaya kihazukashii ketsuron no yō na mono” | AKB48         | „Mosh & Dive” | gledaj pregled              |
| 34    | „Suzukake no ki no michi de "kimi no hohoemi wo yume no miru" to itte shimattara bokutachi no kankei ha dō kawatte shimau n oka, bokunara ni nannichi ka kangaeta ue de no yaya kihazukashii ketsuron no yō na mono” | AKB48         | „Party is over” | gledaj pregled              |
| 34    | „Suzukake no ki no michi de "kimi no hohoemi wo yume no miru" to itte shimattara bokutachi no kankei ha dō kawatte shimau n oka, bokunara ni nannichi ka kangaeta ue de no yaya kihazukashii ketsuron no yō na mono” | SKE48         | „Escape” | gledaj pregled              |
| 34    | „Suzukake no ki no michi de "kimi no hohoemi wo yume no miru" to itte shimattara bokutachi no kankei ha dō kawatte shimau n oka, bokunara ni nannichi ka kangaeta ue de no yaya kihazukashii ketsuron no yō na mono” | NMB48         | „Kimi to Deatte Boku wa Kawatta” | gledaj pregled              |
| 34    | „Suzukake no ki no michi de "kimi no hohoemi wo yume no miru" to itte shimattara bokutachi no kankei ha dō kawatte shimau n oka, bokunara ni nannichi ka kangaeta ue de no yaya kihazukashii ketsuron no yō na mono” | HKT48         | „Wink wa 3-Kai” | gledaj pregled              |
| 35    | „Mae shika Mukanee” | AKB48         | „Mae shika Mukanee” | gledaj pregled              |
| 35    | „Mae shika Mukanee” | Smiling Lions | „Kinou Yori Motto Suki” | gledaj pregled              |

## Nagrade
Najvažnije nagrade grupi AKB48.
| Godina | Nagrada                      | Kategorija                       | Nominirano djelo          | Rezultat |
| ------ | ---------------------------- | -------------------------------- | ------------------------- | -------- |
| 2011   | 53rd Japan Record Awards     | Grand Prix                       | „Flying Get”              | Dobitnik |
| 2011   | Billboard Japan Music Awards | Artist of the Year               |                           | Dobitnik |
| 2011   | Billboard Japan Music Awards | Top Pop Artists                  |                           | Dobitnik |
| 2011   | Billboard Japan Music Awards | Hot 100 of the Year              | „Everyday, Katyusha”      | Dobitnik |
| 2011   | Billboard Japan Music Awards | Hot 100 Single Sales of the Year | „Everyday, Katyusha”      | Dobitnik |
| 2012   | 14th Mnet Asian Music Awards | Best Asian Artist Japan          | „Uza”                     | Dobitnik |
| 2012   | Billboard Japan Music Awards | Artist of the Year               |                           | Dobitnik |
| 2012   | Billboard Japan Music Awards | Top Pop Artists                  |                           | Dobitnik |
| 2012   | Billboard Japan Music Awards | Hot 100 of the Year              | „Manatsu no Sounds good!” | Dobitnik |
| 2012   | Billboard Japan Music Awards | Hot 100 Single Sales of the Year | „Manatsu no Sounds good!” | Dobitnik |
| 2012   | 54th Japan Record Awards     | Grand Prix                       | „Manatsu no Sounds good!” | Dobitnik |

## Vanjske poveznice
- AKB48 na YouTube-u
- Službena stranica  Arhivirana inačica izvorne stranice od 20. listopada 2011. (Wayback Machine)